# Esztergályhorváti, Zala
Esztergályhorváti  este un sat în districtul Keszthely, județul Zala, Ungaria, având o populație de 440 de locuitori (2011). 

## Demografie
Componența etnică a satului Esztergályhorváti
     Maghiari (81,3%)
     Romi (11,61%)
     Germani (6,3%)
     Necunoscut (0,79%)
     Alții (0,79%)
Componența confesională a satului Esztergályhorváti
     Fără religie (6,36%)
     Reformați (1,59%)
     Atei (1,36%)
     Necunoscută (90,68%)
Conform recensământului din 2011, satul Esztergályhorváti avea 440 de locuitori. Din punct de vedere etnic, majoritatea locuitorilor (81,3%) erau maghiari, existând și minorități de romi (11,61%) și germani (6,3%). Apartenența etnică nu este cunoscută în cazul a 0,79% din locuitori. Nu există o religie majoritară, locuitorii fiind persoane fără religie (6,36%), reformați (1,59%) și atei (1,36%). Pentru 90,68% din locuitori nu este cunoscută apartenența confesională.